# 戦場 (1978年の映画)
『戦場』（せんじょう、Go Tell the Spartans）は1978年のアメリカ合衆国の戦争映画。テッド・ポスト監督の作品で、出演はバート・ランカスターなど。

## キャスト
| 役名                 | 俳優                       | 日本語吹替                                   |
| 役名                 | 俳優                       | TBS版                                        |
| -------------------- | -------------------------- | -------------------------------------------- |
| バーカー司令官       | バート・ランカスター       | 鈴木瑞穂                                     |
| コーシー伍長         | クレイグ・ワッソン         | 柴田侊彦                                     |
| オリベッティ大尉     | マーク・シンガー           | 納谷六朗                                     |
| ハミルトン中尉       | ジョー・アンガ―            | 小川真司                                     |
| オレオノウスキー軍曹 | ジョナサン・ゴールドスミス | 嶋俊介                                       |
| ハーニッツ           | ドルフ・スウェット         | 大宮悌二                                     |
| トフィー             | ヒリー・ヒックス           | 中尾隆聖                                     |
| カウボーイ           | エヴァン・C・キム          | 石丸博也                                     |
| リンカーン           | デニス・ハワード           |                                              |
| ミン大佐             | クライド・クサツ           |                                              |
| その他               | -                          | 田原アルノ 山本竜 小野丈夫 水野龍司 幹本雄之 |
|                      |                            |                                              |
| 演出                 | 演出                       | 小林守夫                                     |
| 翻訳                 | 翻訳                       | 木原たけし                                   |
| 効果                 |                            |                                              |
| 調整                 | 調整                       | 前田仁信                                     |
| 制作                 | 制作                       | 東北新社                                     |
| 解説                 | 解説                       | 荻昌弘                                       |
| 初回放送             | 初回放送                   | 1983年7月11日 『月曜ロードショー』           |

- 日本語吹替：初回放送1983年7月11日『月曜ロードショー』※DVD収録

## スタッフ
- 監督：テッド・ポスト
- 製作：アラン・F・ボドー
- 製作総指揮：マイケル・レオーネ
- 原作：ダニエル・フォード
- 脚本：ウェンデル・メイズ
- 撮影：ハリー・ストラドリング・ジュニア
- 編集：ミリー・ムーア
- 音楽：ディック・ハリガン